# Exoneura brisbanensis
Exoneura brisbanensis là một loài Hymenoptera trong họ Apidae. Loài này được Cockerell mô tả khoa học năm 1916.

## Hình ảnh

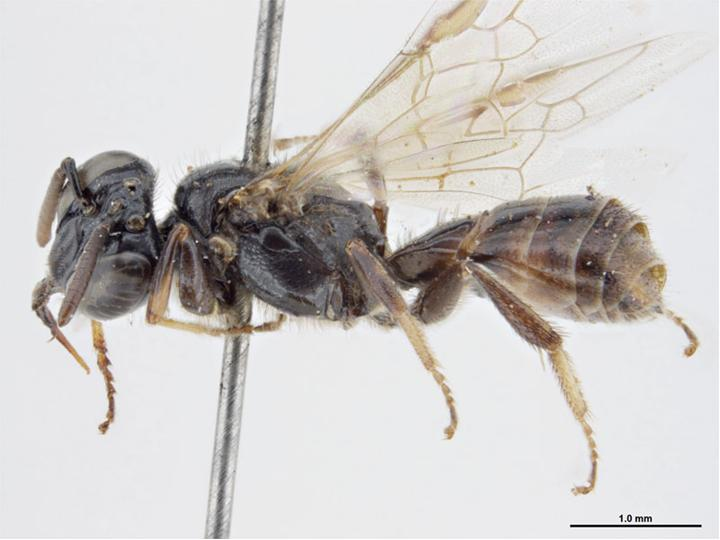